# Полазна
Пола́зна — крупнейший посёлок в Добрянском городском округе Пермского края (Россия). Расположен на берегу Камского водохранилища при впадении в него реки Полазна в 45 км от Перми и 25 км к югу от Добрянки. Население — более 13 тысяч человек. В посёлке 15 жилых микрорайонов и 72 улицы общей протяжённостью более 85 км.

## История
Полазна впервые упоминается в 1623—1624 годах, как поселение в устье реки Полазной с 4 дворами: «Назаров двор, да Степанов двор, да два двора Сыропятовых, а в них душ обоего полу — 14». По названию реки деревня получила название Полазная (Полазное).
В 1794 году в трёх верстах от деревни Лазаревым И. Л. был основан чугунолитейный и железоделательный завод. Деревня переросла в село Полазнинское.
В 1923 году завод временно закрывался, с 1924 года было возобновлено только производство чугунолитейной посуды, а в 1927 году завод был окончательно ликвидирован. В 1954 году территория завода была затоплена в ходе строительства Камской ГЭС.
В 1949 году в Полазне началась промышленная разработка нефти. В 1955 году был добыт первый миллион тонн нефти, к 1974 году было добыто уже 100 миллионов.
Статус посёлка городского типа — с 1958 года.
В 1996 году был построен мост через реку Чусовую, связывающий Полазну с краевым центром.

## Образование и культура
В Полазне две средних общеобразовательных школы (в которых обучается более 2 тысяч школьников), 5 детских садов, школа искусств, музыкальная школа, МАОУ «МУК „Школа технического резерва“».
Полазненский хор, основанный в 1951 году, в 1971 году получил звание «Народный коллектив». С 1985 года при Дворце культуры действует хор ветеранов труда. Фольклорный ансамбль «Горница» и хореографический ансамбль «Сороконожка» отмечены дипломами различных смотров самодеятельных коллективов.
В посёлке есть Дворец культуры и спорта, лечебно-физкультурный комплекс, плавательный бассейн.

## Население
- 1623/24 (4 двора, 14 мужчин)
- 1904 (336 дворов, 1033 мужчины, 1094 женщины, 2127 всего) русские)
- 1908 (392 двора, 1101 мужчина, 1140 женщин, 2241 всего) русские, татары)
- 1926 (426 дворов, 665 мужчин, 863 женщины, 1520 всего) русские — 1485, татары — 23)
- 2010 (всего 13 261)

| 1926    | 1959    | 1963    | 1970    | 1979    | 1989    | 2002    | 2006    | 2007    |
| ------- | ------- | ------- | ------- | ------- | ------- | ------- | ------- | ------- |
| 1520    | ↗6934   | ↘6900   | ↗8494   | ↗10 264 | ↗12 113 | ↗13 303 | ↘13 100 | →13 100 |
| 2009    | 2010    | 2012    | 2013    | 2014    | 2015    | 2016    | 2017    | 2018    |
| ↗13 201 | ↘12 753 | ↘12 702 | ↗12 746 | ↗12 831 | ↗12 925 | ↗12 976 | ↗13 021 | ↘13 014 |
| 2019    | 2020    | 2021    | 2023    |         |         |         |         |         |
| ↗13 033 | ↗13 092 | ↘11 200 | ↗11 332 |         |         |         |         |         |

| Национальности | 1926  | 1926  |
| Национальности | число | %     |
| -------------- | ----- | ----- |
| Всего          | 1520  | 100   |
| русские        | 1485  | 97,69 |
| татары         | 23    | 1,51  |
| прочие         | 12    | 0,78  |

## Экономика
Крупнейшие предприятия: ООО «ЛУКОЙЛ-ПЕРМЬ», Пермский филиал ООО «Буровая компания „Евразия“», группа компаний «Нефтьсервисхолдинг».